# Герб Авдеевки
Герб Авдеевки — официальный символ города Авдеевка Донецкой области, утверждён решением № 4/2-33 сессии городского Совета от 19 июня 2002 года.
Авторы герба: Евгений Александрович Малаха, Павел Васильевич Чесноков.

## Описание
Щит полурассечён и пересечён. В первой части в зелёном поле золотая подкова. Во второй части в лазоревом поле золотые молоток и разводной ключ, положенные в андреевский крест. В третьей части в чёрном поле четыре червлёных возникающих гонта, тонко окаймлённых серебром.
Щит украшен серебряной городской короной с тремя зубцами, обрамлён справа и слева перевитой и соединённой внизу лазоревой лентой с надписью «Авдіївка», выполненной золотыми буквами.

## Значение символики
Зелёный цвет символизирует достаток, который даёт людям земля, и говорит о том, что долгое время сельское хозяйство было основным занятием жителей Авдеевки.
Подкова символизирует лошадь как помощника человека в работе, а также является талисманом на будущее счастье.
Лазоревый цвет — символ красоты, величия и голубого неба.
Возложенные крест-накрест молоток и разводной (французский) ключ символизируют железнодорожный транспорт, указывая на то, что развитие Авдеевки как промышленного центра начиналось со строительства железной дороги до Юзовки.
Чёрное поле с червлёными прямоугольниками обозначает коксохимическое производство (Авдеевский коксохимический завод — крупнейший в Европе и является основным предприятием в городе, на нём работает большинство жителей) и одновременно служит условным изображением внешнего вида коксохимической батареи.